# 維多利亞 (印第安納州格林縣)
維多利亞（英語：Victoria）是位於美國印地安納州格林縣的一個非建制地區。該地的面積和人口皆未知。